# Pyramidbanan

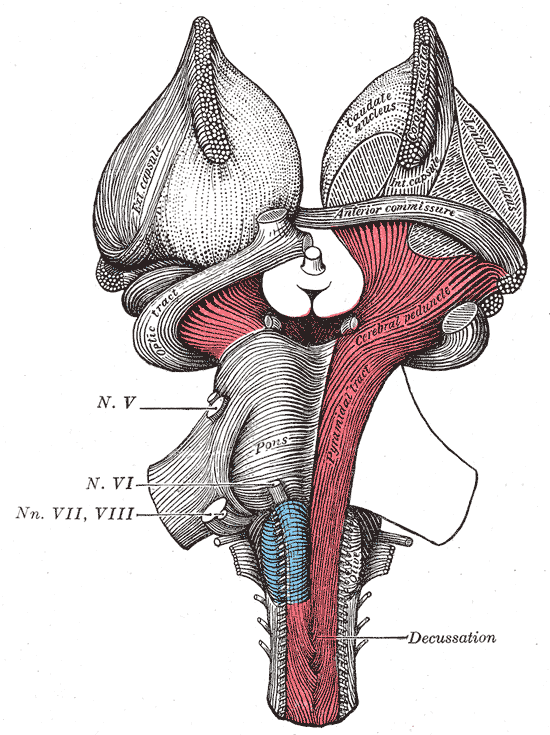
Pyramidbanan (i rött).

Pyramidbanan (lat. tractus corticospinalis) är en ledningsväg av nervceller från motoriska delarna av hjärnbarken ner till ryggmärgen. I nedre delen av förlängda märgen korsar (decusserar) 80% av fibrerna i banorna från höger till vänster sida av ryggmärgen, vilket är orsaken till att höger hjärnhalva kontrollerar vänster del av kroppen.
De för med sig motoriska impulser från övre motorneuron till nedre motorneuron i ryggmärgen, skador på pyramidbanorna kan ge olika grader av förlamning.
Pyramidbanan börjar med övre motorneuron i femte nervcellagret av hjärnbarken i premotor- och motorcortex samt gyrus postcentralis, axonerna från dessa celler samlas ihop till en bana, som när den passerar basala ganglierna kallas capsula interna.
Därefter går pyramidbanan in i hjärnstammen via pedunklarna, och sprids ut något medan de passerar förbi nervcellskärnor i hjärnbryggan. I slutet av förlängda märgen i ett område kallat pyramis sker en överkorsning av 90% av fibrerna, de resterande behöver ej överkorsa eftersom de sköter motoriken hos proximal muskulatur, exempelvis i bålen, och behöver därför inte regleras lika noggrant.
Pyramidbanan fortsätter i ryggmärgen där den utgör den anteriora delen av ryggmärgens vita substans, axonerna terminerar till sist i nedre motorneuron i ryggmärgens grå främre horn.